# Stefan Bellof
Stefan Bellof (Gießen (Duitsland), 20 november 1957 - Spa-Francorchamps (België), 1 september 1985) was een Duitse autocoureur.
Winst in twee Formule 2-wedstrijden in 1983 gaf Bellof de kans om in 1984 in de Formule 1 te komen bij het team van Tyrrell. Hoewel dat geenszins de snelste auto van het veld was, wist Bellof op te vallen met zijn spectaculaire rijstijl. In de verregende Grand Prix van Monaco lag hij derde en liep hij in op de leiders Alain Prost en Ayrton Senna tot de race voortijdig werd afgevlagd. Bellof kwam een jaar later om tijdens de 1000 km van Spa-Francorchamps die hij het jaar voordien nog gewonnen had. Hij probeerde de leider in de wedstrijd Jacky Ickx in de Eau Rouge-bocht buitenom in te halen. Beide auto's raakten elkaar waarbij de wagen van Bellof haast frontaal op een betonnen paal achter de vangrails crashte. Bellof overleefde het ongeval niet. 
Bellof hield tot 29 juni 2018 het baanrecord op de Nordschleife Nurburgring met een tijd van 6:11.13 in een kwalificatieronde met een Porsche 956, gereden in 1983. Omdat het een kwalificatieronde was, gold deze tijd niet als officieel. Bellofs tijd van 6:25 in de daaropvolgende race in dezelfde auto was wel een officieel record.

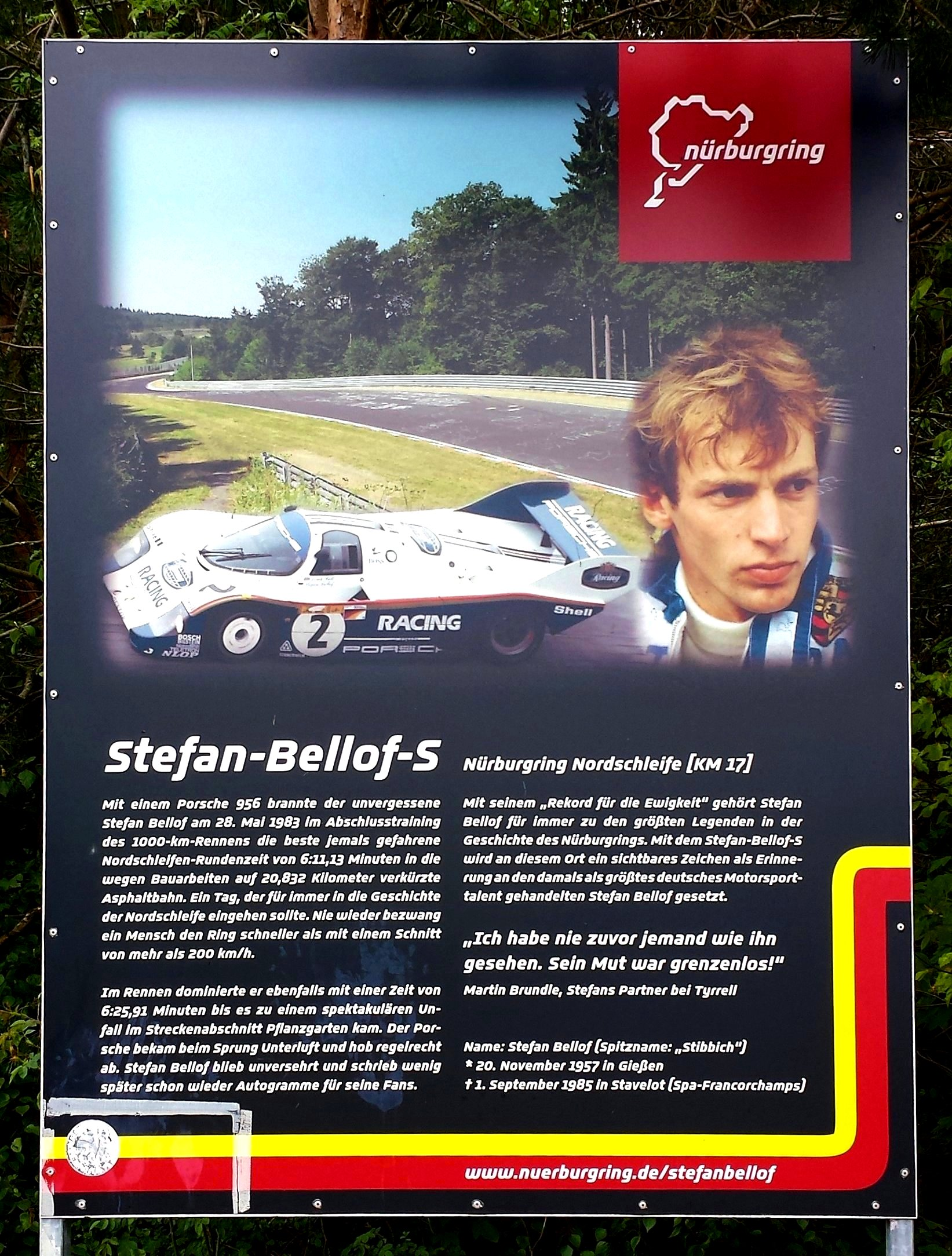
Stefan-Bellof-S Infobord bij de Nürburgring (2019)
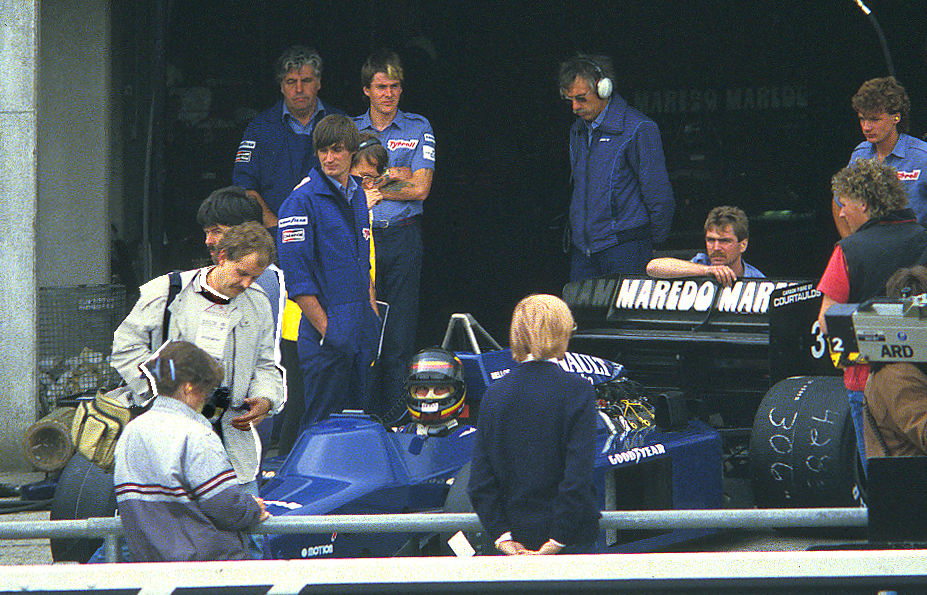
Stefan Bellof en Tyrrell 014 op de Nürburgring 1985
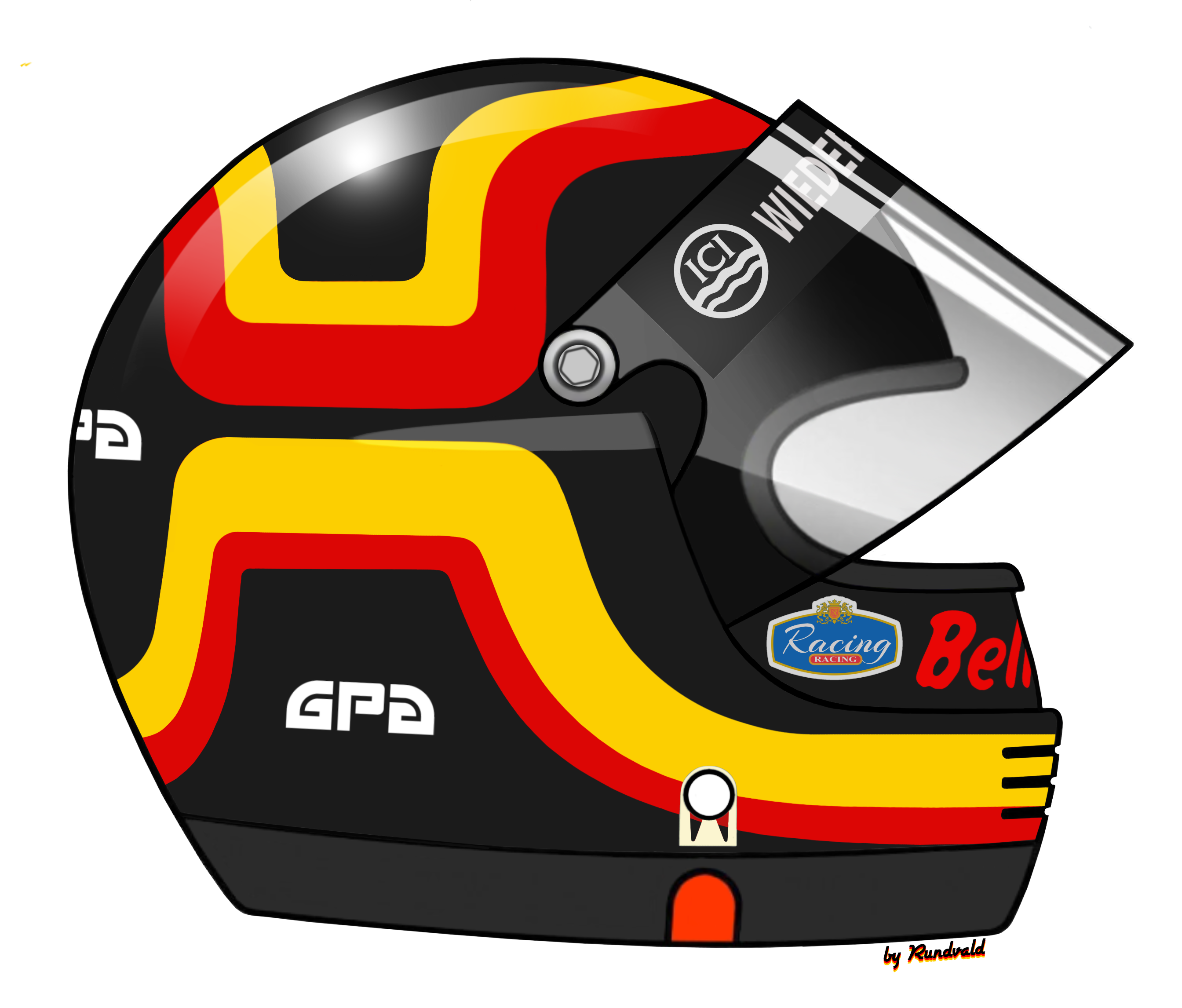
Helm van Stefan Bellof. Het ontwerp is gemaakt in 1982 in de kleuren van de Duitse vlag door Angelika Langner, de vriendin van de coureur.